# دنده پنج
دنده پنج (انگلیسی: Fifth Gear) نام یک مجموعه مجله تلویزیونی اتومبیلرانی بریتانیایی در کوئست است.